# Адольф Шенк
Адольф Шенк (нім. Adolph Schenck, 11 квітня 1803, Ділленбург — 23 лютого 1878, Вайльбург) — німецький ентомолог. Він був першовідкривачем і описувачем численних видів комах, особливо тих, що належать до перетинчастокрилих мурах, ос і бджіл.